# NGC 3991
NGC 3991 é uma galáxia irregular (Im/P) localizada na direcção da constelação de Ursa Major. Possui uma declinação de +32° 20' 08" e uma ascensão recta de 11 horas, 57 minutos e 30,7 segundos.
A galáxia NGC 3991 foi descoberta em 5 de Fevereiro de 1864 por Heinrich Louis d'Arrest.